# Heterochelus bicolor
Heterochelus bicolor är en skalbaggsart som beskrevs av Dombrow 2001. Heterochelus bicolor ingår i släktet Heterochelus och familjen Melolonthidae. Inga underarter finns listade i Catalogue of Life.